# Gibellula dimorpha
Gibellula dimorpha är en svampart som beskrevs av Tzean, L.S. Hsieh & W.J. Wu 1998. Gibellula dimorpha ingår i släktet Gibellula och familjen Cordycipitaceae.   Inga underarter finns listade i Catalogue of Life.